# Битово
Битово (на македонска литературна норма: Битово) е село в Северна Македония, в община Брод (Македонски Брод).

## География
Селото се намира в областта Поречие в източните склонове на Добра вода.

## История
В XIX век Битово е село в Поречка нахия на Кичевска каза на Османската империя. В „Етнография на вилаетите Адрианопол, Монастир и Салоника“, издадена в Константинопол в 1878 година и отразяваща статистиката на населението от 1873 година, Битово (Bitovo) е посочено като село с 10 домакинства с 42 жители българи.
Според статистиката на Васил Кънчов („Македония. Етнография и статистика“) от 1900 г. Битоо (Битово) е населявано от 200 жители българи християни.
На Етнографската карта на Битолския вилает на Картографския институт в София от 1901 година Битово (Битуше) е чисто българско село в Кичевската каза на Битолския санджак с 30 къщи.
Цялото село в началото на XX век е сърбоманско. Според митрополит Поликарп Дебърски и Велешки в 1904 година в Битоо има 27 сръбски къщи. По данни на секретаря на Българската екзархия Димитър Мишев („La Macédoine et sa Population Chrétienne“) в 1905 година в Битоо има 200 българи патриаршисти сърбомани.
Църквата „Свети Никола“ е от 1912 година.
След Междусъюзническата война в 1913 година селото попада в Сърбия.
На етническата си карта на Северозападна Македония в 1929 година Афанасий Селишчев отбелязва Битово като българско село.
Според преброяването от 2002 година селото има 63 жители македонци.
В селото има и църква „Свети Петър и Павел“.